# 真室川町立真室川中学校
真室川町立真室川中学校（まむろがわちょうりつ まむろがわちゅうがっこう）は、山形県最上郡真室川町にある公立中学校である。

## 概要
2013年に及位中学校が閉校してからは真室川町唯一の中学校である。

## 沿革
- 1983年（昭和58年）4月1日 - 真室川中学校と安楽城中学校が統合して、新設の真室川中学校が開校[2]。
- 2009年（平成21年） - 給食開始[2]
- 2013年（平成25年）4月1日 - 及位中学校が閉校により真室川中学校に統合。これにより真室川町唯一の中学校となる[2]。

## 学区
- 真室川町全域

## 生徒数
| 年度 | 男子 | 女子 | 計  |
| ---- | ---- | ---- | --- |
| 2014 | 114  | 91   | 205 |
| 2018 | 82   | 105  | 187 |